# Dobrești (Bihor)
Dobrești é uma comuna romena localizada no distrito de Bihor, na região histórica da Crișana (parte da Transilvânia). A comuna possui uma área de 134.39 km² e sua população era de 5651 habitantes segundo o censo de 2007.